# Châtenois (Jura)
Châtenois – miejscowość i gmina we Francji, w regionie Burgundia-Franche-Comté, w departamencie Jura.
Według danych na rok 1990 gminę zamieszkiwało 321 osób, a gęstość zaludnienia wynosiła 40 osób/km² (wśród 1786 gmin Franche-Comté Châtenois plasuje się na 437. miejscu pod względem liczby ludności, natomiast pod względem powierzchni na miejscu 563.).